# Rafnia
Genre
Rafnia est un genre de plantes à fleurs dicotylédones de la famille des Fabaceae, sous-famille des Faboideae, originaire d'Afrique australe qui compte une trentaine d'espèces acceptées.

## Étymologie
Le nom générique, « Rafnia », est un hommage à Carl Gottlob Rafn (1769-1808), botaniste danois.

## Liste d'espèces
Selon The Plant List (30 septembre 2018) :
- Rafnia acuminata (E. Mey.) G.J. Campb. & B.-E. van Wyk
- Rafnia affinis Harv.
- Rafnia alata G.J. Campb. & B.-E. van Wyk
- Rafnia amplexicaulis Thunb.
- Rafnia angulata Thunb.
- Rafnia axillaris Thunb.
- Rafnia capensis (L.) Druce
- Rafnia crassifolia Harv.
- Rafnia crispa C.H.Stirt.
- Rafnia cuneifolia Thunb.
- Rafnia dichotoma Eckl. & Zeyh.
- Rafnia diffusa Thunb.
- Rafnia divaricata Eckl. & Zeyh.
- Rafnia elliptica Thunb.
- Rafnia ericifolia T.M.Salter
- Rafnia fastigiata Eckl. & Zeyh.
- Rafnia globosa G.J. Campb. & B.-E. van Wyk
- Rafnia humilis Eckl. & Zeyh.
- Rafnia inaequalis G.J. Campb. & B.-E. van Wyk
- Rafnia lancea DC.
- Rafnia opposita Thunb.
- Rafnia ovata E.Mey.
- Rafnia perfoliata E.Mey.
- Rafnia racemosa Eckl. & Zeyh.
- Rafnia retroflexa Thunb.
- Rafnia rostrata G.J. Campb. & B.-E. van Wyk
- Rafnia schlechteriana Schinz
- Rafnia spicata Thunb.
- Rafnia thunbergii Harv.
- Rafnia triflora Thunb.
- Rafnia virens E.Mey.
- Rafnia vlokii G.J. Campb. & B.-E. van Wyk